# Lot Korean Air 902
Lot Korean Air Lines 902 (KAL 902) – lot Boeinga 707 linii lotniczych Korean Air z Paryża do Seulu przez Anchorage zakończony awaryjnym lądowaniem 20 kwietnia 1978 roku po uszkodzeniu przez radzieckie myśliwce w pobliżu Murmańska. W wyniku wypadku dwóch pasażerów zginęło, 107 pasażerów i załoga przeżyło po katastrofie na zamarzniętym jeziorze niedaleko fińskiej granicy.

## Przebieg lotu
Samolot Boeing 707 (numer rejestracyjny HL7429), pilotowany przez kapitana Kim Chang-kyu, drugiego pilota Cha Soon-do i inżyniera lotniczego Lee Khun-shika, odleciał z Paryża o godzinie 13:39 czasu lokalnego na kursie do Seulu z planowanym postojem w Anchorage, gdzie miał zostać zatankowany i lecieć do Seulu.
Pięć godzin i dwadzieścia jeden minut po starcie dziewięciogodzinnego lotu nastąpił ostatni odnotowany kontakt z samolotem. Wówczas samolot znajdował się na północno-wschodnim krańcu wyspy Ellesmere’a, niedaleko kanadyjskiej stacji wojskowej Alert.
Trasa lotu samolotu przebiegała prawie bezpośrednio nad północnym biegunem magnetycznym, co spowodowało duże błędy w systemach nawigacyjnych samolotu opartych na kompasie magnetycznym. Kurs został skorygowany na południowy wschód nad Oceanem Arktycznym. Samolot nie był wyposażony w nawigację inercyjną, ani nawigację satelitarną.
Samolot przeleciał nad Morzem Barentsa i wleciał w radziecką przestrzeń powietrzną od strony północnej.

### Radziecka obrona przeciwlotnicza
Radary radzieckiej obrony przeciwlotniczej zlokalizowały samolot o godzinie 20:54, gdy znajdował się ok. 400 kilometrów od radzieckich wód terytorialnych. O 21:19 samolot wleciał w radziecką przestrzeń powietrzną. Ponieważ nie odpowiadał na wielokrotne wezwania, wysłano samolot przechwytujący Su-15, pilotowany przez Aleksandra Bosowa, celem przechwycenia samolotu. Pasażerski Boeing 707 był bardzo podobny do wojskowego samolotu rozpoznawczego RC-135A.
Według relacji kapitana Boeinga, przechwytujący zbliżył się do jego samolotu z prawej strony, a nie z lewej, tak jak wymagały tego przepisy Organizacji Międzynarodowego Lotnictwa Cywilnego (ICAO). Boeing miał zmniejszyć prędkość i włączyć światła nawigacyjne.
Bosow próbował przekonać swoich przełożonych, że samolot nie stanowi zagrożenia militarnego, ale po otrzymaniu rozkazu zestrzelenia go o 21:42 wystrzelił rakietę R-60. Pierwszy pocisk przeleciał obok celu. Drugi zniszczył koniec lewego skrzydła, uszkadzając też jeden z czterech silników samolotu. Odłamki przebiły kadłub, powodując szybką dekompresję. Z powodu obrażeń głowy zginął siedzący w rzędzie 23 Koreańczyk Bahng Tais Hwang, a kilka osób zostało zranionych.
Uszkodzony samolot zniżył się awaryjnie i wszedł w chmury, znikając z radarów radzieckiej obrony powietrznej i z obserwacji wzrokowej myśliwców. W tym czasie Sowieci pomylili część skrzydła, która odpadła od Boeinga, z pociskiem manewrującym i wysłali w jego kierunku kolejne samoloty Su-15.

### Lądowanie awaryjne
Według radzieckich mediów samolot leciał przez około 40 minut (według niektórych relacji była to godzina i 40 minut) przez Półwysep Kolski na niskiej wysokości, poszukując miejsca do lądowania. Po kilku próbach samolot wylądował na zamarzniętym jeziorze Korpijärvi w Karelskiej ASRR, około 140 kilometrów od granicy z Finlandią. Jeden z pasażerów, Yoshitako Sugano, zmarł jednak przed dotarciem do szpitala z powodu ran odniesionych w wyniku ataku.

### Akcja ratunkowa
Ocalali pasażerowie zostali przetransportowani helikopterem do pobliskiej wioski, aby następnego dnia polecieć do Murmańska (lot był operowany przez Aerofłot). Stamtąd samolot linii lotniczych Pan American World Airways z radzieckim nawigatorem na pokładzie przewiózł pasażerów do Helsinek, gdzie na ocalałych oczekiwał samolot linii lotniczych Korean Air.

## Konsekwencje
Władze sowieckie nie zgodziły się na współpracę międzynarodową w celu wyjaśnienia przyczyn incydentu. Nie wydały czarnych skrzynek, a sam samolot zarekwirowały. Winą obarczyły pilotów, których aresztowano, ale po krótkim czasie wydalono z ZSRR. Kpt. Bosow, który wystrzelił rakiety w kierunku koreańskiego samolotu, został odznaczony Orderem Czerwonej Gwiazdy.